# Pierre-Julien Brodeau de Moncharville
Pour les articles homonymes, voir Brodeau.
Pierre-Julien Brodeau de Moncharville, marquis de Châtres, née en année inconnue et mort le 18 octobre 1711, est un administrateur et homme de lettres français.

## Biographie
Petit-fils de Julien Brodeau et neveu de Thierry Beschefer, Pierre-Julien Brodeau de Moncharville est le fils aîné de Julien Brodeau (mort en 1702), sieur de Moncharville, conseiller honoraire de la grande chambre du parlement de Paris, et de Madeleine Beschefer. Il est le frère de Julien-Simon Brodeau d'Oiseville.
Il servit dans la Marine, devient commissaire ordonnateur général de la marine, ingénieur pour le service du Roi dans les armées, places et fortifications, capitaine réformé au régiment de Champagne, inspecteur général des fortifications, et mourut sans laisser de postérité. 
Il avait épousé, le 21 janvier 1711, à Monts, Jeanne Louise Madeleine Brodeau, sa cousine, dernier rejeton de la branche aînée de cette famille ; elle était fille de Jean Brodeau, seigneur de Candé, de Vaugrigneuse, marquis de Châtres, lieutenant-colonel du régiment de Froulay-infanterie, grand maître des eaux et forêts de France et capitaine des chasses de Touraine, et descendante de Victor Brodeau. Ce mariage réunit les titres des deux branches de cette antique famille, et Pierre-Julien Brodeau prit alors le titre de marquis de Châtres.

## Publications
- Jeux d'esprit et de mémoire, ou Conversations plaisantes avec des personnes les plus distinguées de l'État par leur génie et leur rang, avec quelques particularités passées sous le règne de Louis le Grand (1694)
- Preuves des existences et nouveau système de l'Univers, ou Idée d'une nouvelle philosophie (1702)
- Moralité curieuse sur les six premiers jours de la création (1702)
- Nouveaux Jeux d'esprit et de mémoire (1709)

## Pour approfondir